# معركة أجدابيا الثانية
معركة أجدابيا الثانية هي مناوشات نشبت بين الثوار الليبيين وقوات العقيد معمر القذافي حول مدينة أجدابيا الليبية في الفترة المُمتدة بين يومي 8 و10 أبريل 2011 كجزء من حرب ثورة 17 فبراير.

## الخلفية
خلال الفترة المُمتدة بين يومي 30 مارس و7 أبريل شهدت منطقة البريقة وأجدابيا عدة تقدمات وتراجعات للثوار وقوات القذافي، كادت خلالها كتائب القذافي في بعض الأوقات أن تبلغ أجدابيا، بل وبلغت بالفعل مشارفها عدة مرّات وقصفتها غير مرّة. وكانت بداية ذلك في 1 أبريل بعد أن نجحت الكتائب خلال بداية زحفها الثاني بالسيطرة على البريقة وطرد الثوار منها، ثم أخذت بالتقدم حتى وصلت مشارف أجدابيا من الغرب، ومع هذا فقد تمكن الثوار من صدها وإجبارها على التراجع. وقد شهدت تلك الفترة نزوحاً كبيراً للسكان من المدينة نحو بنغازي في الشرق هرباً من القصف. وبالرغم من تقدم الثوار في وقت لاحق إلى مدينة البريقة مُجدداً، فقد عاودوا الانسحاب نحو أجدابيا بعد ذلك في يوم 5 أبريل، وبعد عودتهم إليها بدؤوا بتجهيزها وتهييء أنفسهم لأي هجوم مُحتمل من الكتائب بينما أقاموا نقاط تفتيش وإجراءات أمنية مشددة عند مدخل المدينة الغربيّ. وفي اليوم ذاته زحفت قوات القذافي من البريقة مُتجهة نحو مدينة أجدابيا، وقد بلغت في المساء مشارف المدينة وأخذت بقصفها، مما أثار بعض الارتباك في أنحاء أجدابيا وتسبب بإخلاء مُستشفاها استعداداً لنشوب المَعارك بين الكتائب والثوار. ومع ذلك فقد انسحبت الكتائب مُجدداً في وقت لاحق، لكن في يوم 7 أبريل عاودت زحفها نحو أجدابيا بعد سيطرتها على البريقة مما دفع الثوار إلى البدأ بالاحتشاد عند المدخل الغربي للمدينة وتجهيزه للمَعركة التي ستسمرّ لمُدة أسبوع بعد ذلك.

## المعركة

### طلائع المعركة (7 - 8 أبريل)
في يوم 7 أبريل بدأت أعداد ضخمة من سكان مدينة أجدابيا وثوارها على حد سواء بمغادرتها على عجل نحو بنغازي شرقاً، وذلك بعد ورود أنباء عن تقدم قوات القذافي وبدأ اقترابها من المدينة بالإضافة إلى قصف أطرافها ببضعة صواريخ أثارت الهلع بين الناس. وفي اليوم ذاته بلغت كتائب القذافي بالفعل أطراف المدينة، فحاصرتها من ثلاث جهات وأخذت بقصفها بعنف مستخدمة المدفعية، بالرغم من أنها ظلت تحت سيطرة الثوار.
في اليوم التالي - 8 أبريل - تحولت مدينة أجدابيا إلى مكان شبه مهجور بعد نزوح ما يُقدر بآلاف السكان منها في اليوم السابق، بينما استمرت كتائب القذافي بقصف أنحاء مختلفة منها. وخلال اليوم ذاته حاول الثوار الدخول في مناوشات مع الكتائب على مسافة 20 كم غرب أجدابيا، مما أوقع في صفوفهم 6 جرحى، كما اضطرهم القصف إلى الانسحاب لاحقاً من غرب المدينة. لكن مع ذلك فقد ظلت جميع أجزاء المدينة بالإضافة إلى هذا الجزء من الطريق بين أجدابيا والبريقة ضمن سيطرتهم دون تقدم الكتائب أو استيلائها عليه.

### نشوب القتال (9 - 10 أبريل)
شهد يوم 9 أبريل هجوماً عنيفة من طرف قوات القذافي على جميع جهات مدينة أجدابيا الليبية، وكانت قد جاءت هذه القوات من الصحراء الليبية الجنوبية مباشرة متجنبة المرور عبر بلدة البريقة نظراً إلى أنها كانت لا تزال مسرحاً للمعارك، وبذلك تلافت الاشتباك مع وحدات الثوار هناك وبلغت أجدابيا مباشرة. وقد تحركت هذه القوات في وقت مقارب وأخذ بقصف غرب المدينة، مُجبرة الثوار بذلك على الانسحاب من هذا الجزء نحو وسط أجدابيا الذي تحصنوا فيه وجهزوا نفسهم جيداً لمُقاومة هجوم الكتائب. وخلال اليوم ذاته، بدأت الكتائب بالتحرك مرة أخرى واقتحام المدينة من جنوبها بهدف انتزاعها من الثوار. ومع دخول الكتائب هذا، بدأت الأوضاع في وسط المدينة بالتطور إلى حرب عصابات بين الكتائب والثوار سقط خلاله عدة قتلى من الجانبين، بينما ساهم حلف الناتو ببعض الضربات الجوية ضد قوات القذافي. وخلال هذه المعارك في الوسط، ظل غرب وشرق المدينة هادئين حيث أن الأول تحت سيطرة الثوار والثاني تحت سيطرة الكتائب بينما يَدور النزاع على المركز.
في يوم الأحد 10 أبريل أخذت قوات القذافي بقصف مواقع الثوار في المدينة في الأثناء التي تابعت خلالها تقدمها نحو الوسط، الذي شهد عدة اشتباكات لاحقاً خلال اليوم بين الثوار والكتائب بعد وصولها إليه. ولم يَتوقف القصف في المنطقة طوال اليوم، بينما دامت الاشتباكات في أنحاء المدينة لمدة 3 ساعات وأدت في آخر الأمر إلى سقوط عدد من القتلى في صفوف الثوار. كما شهد هذا اليوم واليوم السابق أول استخدام للثوار للمروحيات العسكرية في المعارك، فقد وصلتهم مروحيتان من مدينة طبرق المجاورة وساعدتا في مُهاجمة قوات القذافي وساندتا الثوار خلال الاشتباكات، لكن الكتائب نجحت في إسقاطهما بالرغم من ذلك. وفضلاً عن هذا فقد حاول الثوار أيضاً استخدام طائرة ميغ-23 أقلعت من بنغازي، لكن طائرات الناتو أجبرتها على الهبوط عملاً بقرار الحظر الجوي. تمكن دعم حلف الناتو الجويّ في وقت لاحق هو الآخر من تدمير 11 دبابة - حسب إفادة الحلف - تابعة لقوات القذافي حول أجدابيا. وقد أدت هذه الغارات إلى إجبار قوات القذافي على التراجع غرباً إلى حد كبير، بحيث انسحبت تماماً من مدينة أجدابيا، مما دفع الثوار إلى التقدم ومسح جميع أنحاء المدينة بحثاً عن أيّ بقايا للقوات بعد أن استعادوا سيطرتهم عليها تماماً.

## ما بعد المعركة
مع مطلع يوم 11 أبريل ساد الهدوء في أنحاء مدينة أجدابيا نظراً لاستتباب الأوضاع فيها للثوار، دون حدوث قصف أو اشتباكات أو ما شابه، كما شهد ذلك اليوم المَزيد من إجراءات التفتيش ودوريات الثوار في أنحاء المدينة لضمان خلوها من قناصة وبقايا جنود القذافي. وقد جهزت قوات الثوار نفسها في هذه الأثناء وسارت نحو بلدة البريقة لمحاولة استردادها مجدداً من أيدي الكتائب الموالية للقذافي، لكنها مع ذلك اصطدمت خلال طريقها بين البلدتين ببعض قوات القذافي قرب بلدة الأربعين، مما أدى إلى نشوب مناوشات ليست بالثقيلة بين الطرفين تسببت بسقوط جريحين بين صفوف الثوار قبل توقف القتال وعودة الحالة في المنطقة إلى الجمود. شهد اليوم ذاته أيضاً محاولات من طرف الكتائب لقصف غرب أجدابيا، لكن صواريخها سقطت خارج المدينة، بينما أطلق الثوار بدورهم صاروخاً نحو مواقعها.
شهد يوم 12 أبريل هجمات مُجدداً لقوات القذافي على البوابة الغربية لمدينة أجدابيا التي قصفتها بالمدفعية. وقد تكررت هذه الهجمات في يوم 15 أبريل على مسافة كيلومتر واحد غرب أجدابيا، حيث دارت بعض الاشتباكات التي أدت إلى سقوط قتيل وجريحين في صفوف الثوار. ولاحقاً تابع الثوار تقدمهم نحو البريقة غرباً وتمكنوا من بلوغ أطرافها. وفي يوم 16 أبريل تابع الثوار تقدمهم تحت تغطية الناتو الجوية، واستطاعوا إطباق سيطرتهم على الجزء الشرقي من مدينة البريقة.